# 盧喆来
盧 喆来（ノ・チョルレ、朝鮮語: 노철래/盧喆來、1950年1月2日 - ）は、大韓民国の政治家。第18・19代韓国国会議員。

## 経歴
忠南舒川出身。群山高、中央大学校法学科卒。新民主共和党青年局長、民主自由党総務部局長・政策室長、ハンナラ党建設交通委員会副委員長・政治発展委員、親朴連帯事務部総長・最高委員・院内代表、第18代国会運営委員会・法制司法委員会・予決算特別委員会・政治改革特別委員会・地方行政体制改編特別委員会・司法制度改革特別委員会委員、未来希望連帯最高委員・院内代表を務めた。

## 不祥事
第20代総選挙で落選した後の2016年8月、2014年の全国同時地方選挙で広州市長選のセヌリ党の予備選挙に出た候補者から公認の請託の対価として、6回にわたり1億2500万ウォンを受け取った疑いにより拘束起訴され、結局懲役1年6か月、追徴金1億2500万ウォンの実刑判決を受けた。